# مارغريت غيبسون
مارغريت غيبسون (بالإنجليزية: Margaret Gibson)‏ (4 يونيو 1948، سكاربورو، تورنتو في كندا - 25 فبراير 2006، تورونتو في كندا)؛ كاتِبة، كاتبة سيناريو، مؤلفة وروائية كندية.

## روابط خارجية
- مارغريت غيبسون على موقع IMDb (الإنجليزية)
- مارغريت غيبسون على موقع قاعدة بيانات الفيلم (الإنجليزية)